# Barnagar
Barnagar är en ort i Indien.   Den ligger i distriktet Ujjain och delstaten Madhya Pradesh, i den centrala delen av landet, 600 km söder om huvudstaden New Delhi. Barnagar ligger 500 meter över havet och antalet invånare är 269 573.
Terrängen runt Barnagar är mycket platt. Runt Barnagar är det ganska tätbefolkat, med 199 invånare per kvadratkilometer. Barnagar är det största samhället i trakten. Trakten runt Barnagar består till största delen av jordbruksmark.